# 洪深故居
洪深故居位于中国山东省青岛市市南区福山路1号，是中国现代著名剧作家洪深在1934年到1936年间任职于山东大学时的居所。2005年2月5日被列为市级重点文物保护单位，毗邻福山路3号沈从文故居。
洪深故居在八关山东北麓的路口，是一座依山而建的欧式二层小楼。2009年曾对其整修
，现由私人居住，未向公众开放。